# Mike Pniewski
Michael Pniewski, detto Mike (Los Angeles, 20 aprile 1961), è un attore statunitense.

## Filmografia parziale

### Cinema
- Beverly Hills Cop - Un piedipiatti a Beverly Hills (Beverly Hills Cop), regia di Martin Brest (1984)
- Il momento di uccidere (A Time to Kill) (1996)
- Out of Time (2003)
- Vendetta - Una storia d'amore (2017)
- Barry Seal (2017)
- Richard Jewell, regia di Clint Eastwood (2019)

### Televisione
- Hill Street giorno e notte (Hill Street Blues) – serie TV, episodio 5x01 (1981)
- Santa Barbara – soap opera, 3 puntate (1987)
- Matlock – serie TV, 2 episodi (1988-1989)
- L.A. Law - Avvocati a Los Angeles (L.A. Law) – serie TV, 4 episodi (1988-1994)
- I quattro della scuola di polizia (21 Jump Street) – serie TV, episodio 4x25 (1990)
- Willy, il principe di Bel-Air (The Fresh Prince of Bel-Air) – serie TV, episodio 1x15 (1990)
- Ragionevoli dubbi (Reasonable Doubts) – serie TV, 6 episodi (1991-1992)
- L'ispettore Tibbs (In the Heat of the Night) – serie TV, episodio 6x03 (1993)
- Quell'uragano di papà (Home Improvement) – serie TV, episodio 2x16 (1993)
- Pappa e ciccia (Roseanne) – serie TV, episodio 6x09 (1993)
- Un detective in corsia (Diagnosis: Murder) – serie TV, episodio 1x09 (1994)
- Dawson's Creek – serie TV, 2 episodi (1998-2001)
- Walker Texas Ranger – serie TV, episodio 9x17 (2001)
- Law & Order - I due volti della giustizia (Law & Order) – serie TV, 3 episodi (2002-2007)
- CSI: Miami – serie TV, 2 episodi (2004-2009)
- Beautiful (The Bold and the Beautiful) – soap opera, 3 puntate (2006)
- Conviction – serie TV, episodi 1x12-1x13 (2006)
- I Soprano (The Sopranos) – serie TV, episodio 6x05 (2006)
- Un giorno perfetto (A Perfect Day), regia di Peter Levin – film TV (2006)
- Law & Order - Unità vittime speciali (Law & Order: Special Victims Unit) – serie TV, episodio 10x19 (2009)
- The Good Wife – serie TV, 13 episodi (2010-2015)
- Army Wives - Conflitti del cuore (Army Wives) – serie TV, 4 episodi (2011-2012)
- Terapia d'urto (Necessary Roughness) – serie TV, 4 episodi (2011-2012)
- Banshee - La città del male (Banshee) – serie TV, episodio 1x03 (2013)
- Halt and Catch Fire – serie TV, 5 episodi (2014-2015)
- Blue Bloods – serie TV, 4 episodi (2014-2016)
- Madam Secretary – serie TV, 22 episodi (2014-2019)
- The Good Fight – serie TV, 6 episodi (2018-2022)
- The Resident – serie TV, 5 episodi (2018-2019)
- Ozark – serie TV, episodio 4x12 (2022)

## Doppiatori italiani
Nelle versioni in italiano delle opere in cui ha recitato, Mike Pniewski è stato doppiato da:
- Ambrogio Colombo in Solo per vendetta, The Glades, Reptile
- Antonio Angrisano in Law & Order - I due volti della giustizia (ep. 13x09), The Good Wife
- Gerolamo Alchieri in Out of Time, Law & Order - I due volti della giustizia (ep. 15x17)
- Oliviero Dinelli in CSI: Miami (ep. 7x22), Banshee - La città del male
- Stefano Oppedisano in Madam Secretary, Quantico
- Marco Mete in Balle spaziali
- Daniele Valenti ne La giuria
- Diego Reggente in CSI: Miami (ep. 2x15)
- Claudio Fattoretto in CSI: NY
- Mario Zucca in Law & Order: Criminal Intent (st. 5)
- Domenico Brioschi in Law & Order: Criminal Intent (st. 7)
- Augusto Di Bono in Law & Order: Criminal Intent (st. 9)
- Giorgio Lopez in Un giorno perfetto
- Mino Caprio in Law & Order - Unità vittime speciali
- Maurizio Reti ne I Soprano
- Gianni Giuliano in Law & Order - I due volti della giustizia (ep. 17x21)
- Wladimiro Grana in Big Love
- Gianni Gaude in Halt and Catch Fire
- Gabriele Martini in Million Dollar Arm
- Stefano Mondini in Blue Bloods
- Edoardo Siravo in The Good Fight
- Roberto Fidecaro in Manhunt
- Dario Oppido in The Resident
- Davide Marzi ne Il mistero dei Templari - La serie
- Luca Graziani in Ozark
- Pierluigi Astore in FBI: Most Wanted